# اريك ليمينغ
اريك ليمينغ (Eric Lemming) هو لاعب أولمبي لرياضة ألعاب القوى من السويد. شارك في الأولمبياد الصيفي في 1908–1912، وفاز بما مجموعه 3 ميداليات.

## الميداليات
| ذهب | فضة | برونز | المجموع |
| 3   | 0   | 0     | 3       |

## روابط خارجية
- اريك ليمينغ على موقع اللجنة الأولمبية الدولية (الإنجليزية)
- اريك ليمينغ على موقع أوليمبيديا (الإنجليزية)
- اريك ليمينغ على موقع اللجنة الأولمبية السويدية (السويدية)